# Coppa Città di Busto Arsizio
La Coppa Città di Busto Arsizio era una corsa in linea maschile di ciclismo su strada, organizzata nella città varesotta di Busto Arsizio (toccando talora anche i territori limitrofi) dal 1923 al 1967.

## Albo d'oro
| Anno      | Vincitore             | Secondo          | Terzo           |
| --------- | --------------------- | ---------------- | --------------- |
| 1923      | Libero Ferrario       |                  |                 |
| 1924      | Vittorio Bendoni      |                  |                 |
| 1925      | Mario Bianchi         |                  |                 |
| 1926      | Alfonso Crippa        |                  |                 |
| 1927      | Michele Mara          |                  |                 |
| 1928      | Michele Mara          |                  |                 |
| 1929-1934 | non disputata         | non disputata    | non disputata   |
| 1935      | Alfredo Bovet         | Ambrogio Perego  | Mario Cipriani  |
| 1936      | Pietro Rimoldi        | Diego Marabelli  | Ruggero Balli   |
| 1937      | Pietro Rimoldi        | Cino Cinelli     | Edoardo Molinar |
| 1938      | Secondo Magni         | Enrico Mara      | Enrico Mollo    |
| 1939      | non disputata         | non disputata    | non disputata   |
| 1940      | Primo Zuccotti        |                  |                 |
| 1941-1947 | non disputata         | non disputata    | non disputata   |
| 1948      | Giuseppe Molinari     |                  |                 |
| 1949      | Giancarlo Astrua      |                  |                 |
| 1950-1952 | non disputata         | non disputata    | non disputata   |
| 1953      | Bruno Lodigiani       |                  |                 |
| 1954      | Tranquillo Scudellaro | Gianni Ferlenghi | Antonio Uliana  |
| 1955      | Albino Crespi         |                  |                 |
| 1956      | non disputata         | non disputata    | non disputata   |
| 1957      | Silvano Ciampi        |                  |                 |
| 1958      | Rino Benedetti        |                  |                 |
| 1959-1966 | non disputata         | non disputata    | non disputata   |
| 1967      | Dino Zandegù          |                  |                 |